# Петар Јокић
Петар Јокић (Топола, око 1770 — Топола, 24. април 1852.) звани и Тополац, један од значајних учесника у Првом устанку, заслужан је и због сакупљања грађе за историју бурног времена у коме је живео. Као устаник познат је углавном историчарима док је занимљивим подацима које је пружио историографији постао познат и ширим читалачким круговима.

## Биографија
Петар Јокић је рођен у Тополи око 1779. године, а у време устанка, 1804. био је у млад човек у пуној снази. И дотле добро познат Карађорђу, Јокић већ првих дана устанка био је његова десна рука. Управо Јокић је један од оних који су бацили прву варницу у турске ханове и почели битку.
Од тога доба па кроз цео низ догађаја Јокић је бивао у непосредној Вождовој близини, поставши старешина, буљукбаша, личне Вождове гарде. Тако је Јокић имао прилике да види, чује, сазна и урадити много. Преживео је многе тешке ситуације на ратиштима и преболео много рана. Јуначан, поуздан, мудар и разборит, Јокић је у највећем друштву првих војвода водио с разлогом озбиљну реч. Прилике су често биле такве да је Вожд морао у критичним моментима остати без свога пратећег одреда и слати га тамо где је тренутно било најпотребније. Јокић често само добија наређења за покрет, без много објашњења. Године 1813. био је на Дрини и у Шапцу, одакле се с војводом Милошем Обреновићем припремао за заузеће Београда, али добише вест да су Београд већ узели Турци и да је Вожд прешао Саву. Тада настаје и необјављена песма која говори о односу буљукбаше Јокића и Вожда:
| Спрама Саве крај бедема Београда изгубљена Карађорђе Петра пита, И сузама њег' облива: Казуј, Петре, шта се ради, По Сербији нашој бедној, Је ли Турчин поробио, | Милу браћу заробио? Господару, главо наша, Пропала је слава наша, Турчин земљу прекрилио, И Сербију поробио, Горко мајке запевају, Злотвори се подсмевају, | Да би који, не б' жалио, Већ које си ти ранио... .... Истом ми се срце смије, Биће српска ка'но прије, Врази ће се посрамити, А Сербија прославити". |

После пропасти устанка, 1813, живео је с породицом до 1838. у Земуну и трговао. По ослобођењу Србије Јокић се вратио у своју отаџбину и постао члан окружнога ваљевског суда, где је дочекао и пензију када је отишао у Тополу, место свога рођења. Ту је живео до смрти, 1852. године.

## О казивањима Петра Јокића
До бележења успомена Петра Јокића дошло је углавном залагањем и спретношћу тада младог тополског учитеља, а касније добро познатог и за науку вишеструко заслужног Милана Ђ. Милићевића. "Познавши се — пише Милићевић — с Јокићем, ја сам му одлазио и радо и често, јер сам опажао да и он мене радо дочекује и, ако само један дан не дођем, шаље и тражи ме. Тако смо се нас двојица, за кратко време, били зближили да смо један другом некако били потребни.... Међу тим је он, кад год сам му отишао, причао врло интересне приче, о времену и о људима из првога устанка". Када му је било понуђено да се његова казивања записују, стари је ратник је одбио. Тек кад је Милићевић дошао као изасланик Српског Ученог Друштва, Јокић је пристао на понуду, па су његова казивања бележена током зиме 1851—1852. године. Тако је постао важан и популаран рад "Причање Петра Јокића о догађајима и људима из првог српског устанка", који је штампала Српска Краљевска Академија у XIV књизи часописа "Споменик". И поред пристанка да говори, Јокић је и даље остао штедљив у казивању. Вожда је представио као неуморног путника-пешака, са торбом о рамену, у којој носи своју основну храну (папула, погача, ракија).
Милан Ђ. Милићевић о томе пише: "Петар Јокић је био у многим бојевима. Мени је причао пред смрт да се находио у 65 прилика где се гинуло, где је дакле могао и он погинути. Он је однео у гроб неколико рана. Осем способности војничких, Јокић се одликовао још и великом разборитошћу и човечношћу у поступању. Писац ових редова, по жељи Српског Ученог Друштва, имао је срећу саслушавати овога старог ратника о раду Срба од 1804 —1813. Целу зиму године 1851|52 провео је у кући многопоштованог Петра Буљубаше, и наслушао се чудних прича из оног јуначког доба. Свршивши своје казивање, он је наскоро за тим и умро, 24. априла 1852, око четири ипо сата после подне, и укопан је више олтара тополске цркве. Међу хартијама Срп. Уч. Друштва наћи ће се и неки животопис Петра Јокића који сам ја написао још 1852. године, и предао Друштву". 
Његово сведочење није могло, по одлуци цензуре, да се појави за време владавине кнеза Александра Карађорђевића, већ знатно касније, тек 1891. године, па се отуда десило да Исидор Стојановић професор опште историје, ректор Београдског лицеја 1840/41. и 1845/46. заобиђе пишући о Првом српском устанку значајног и општепознатог Јокића и наводи Гају Пантелића.